# Håkavika
Håkavika est une localité du comté de Troms, en Norvège.

## Géographie
Administrativement, Håkavika fait partie de la kommune de Salangen.